# Rami Ranger
 (novembre 2020).
Pour les articles homonymes, voir Ranger.
Raminder Singh Ranger, baron Ranger, (né en juillet 1947) est un homme d'affaires britannique et fondateur de Sun Mark, une société internationale de marketing et de distribution. Il est également président et directeur général de Sea Air and Land Forwarding Ltd.
Il est nommé pour une pairie à vie et un siège à la Chambre des lords dans les honneurs de démission de Theresa May et est créé baron Ranger, de Mayfair dans la ville de Westminster, le 11 octobre 2019.

## Biographie
Ranger est né en juillet 1947 à Gujranwala (en Inde). Il a sept frères et une sœur. La famille émigre à Patiala dans l'État du Pendjab en Inde pendant la partition de l'Inde, Ranger est admis à l'école moderne de Patiala. Après avoir terminé ses études, il est allé au Collège Mohindra, puis obtient un diplôme de BA du gouvernement. Ranger arrête ses études après être arrivé au Royaume-Uni où il est allé étudier pour le Barreau en mai 1971.
Ranger est le président de Sun Mark Ltd et de Sea Air & Land Forwarding Ltd. Il reçoit un doctorat honorifique de l'Université de West London en juillet 2016.
Ranger est nommé membre de l'Ordre de l'Empire britannique dans les honneurs d'anniversaire 2005 pour les services aux entreprises et à la communauté asiatique et Commandeur de l'Ordre de l'Empire britannique (CBE) dans les honneurs du Nouvel An 2016 pour les services aux entreprises et cohésion communautaire.

## Carrière politique
Ranger, par l'intermédiaire de Sun Mark, fait don de plus d'un million de livres au Parti conservateur et de 25 000 livres à la campagne à la direction du parti de Theresa May.
Ranger est nommé coprésident des Amis conservateurs de l'Inde en 2018, avec Zac Goldsmith, un groupe affilié au Parti conservateur qui vise à renforcer les liens entre le Parti, la communauté indienne britannique et l'Inde .